# Innsbrucker Ring
Innsbrucker Ring - stacja metra w Monachium, na linii U2 i U5. Stacja została otwarta 18 października 1980.